# Tour de France 2007/13. Etappe
| Etappe 13                          |                      |                         |
| Ergebnis der 13. Etappe            |                      |                         |
| Etappensieger                      | Alexander Winokurow  | 1:06:34 h (48,673 km/h) |
| Zweiter                            | Cadel Evans          | + 1:14 min              |
| Dritter                            | Andreas Klöden       | + 1:39 min              |
| Vierter                            | Andrei Kaschetschkin | + 1:44 min              |
| Fünfter                            | Bradley Wiggins      | + 2:14 min              |
| Sechster                           | Jaroslaw Popowytsch  | + 2:16 min              |
| Siebter                            | Alberto Contador     | + 2:18 min              |
| Achter                             | Sylvain Chavanel     | + 2:38 min              |
| Neunter                            | Levi Leipheimer      | + 2:39 min              |
| Zehnter                            | Mikel Astarloza      | + 2:42 min              |
| Zwischenstände nach der 13. Etappe |                      |                         |
| Gelbes Trikot                      | Michael Rasmussen    | 58:46:39 h              |
| Zweiter                            | Cadel Evans          | + 1:00 min              |
| Dritter                            | Alberto Contador     | + 2:31 min              |
| Grünes Trikot                      | Tom Boonen           | 195 P.                  |
| Zweiter                            | Robert Hunter        | 175 P.                  |
| Dritter                            | Erik Zabel           | 174 P.                  |
| Gepunktetes Trikot                 | Michael Rasmussen    | 98 P.                   |
| Zweiter                            | Mauricio Soler       | 89 P.                   |
| Dritter                            | Jaroslaw Popowytsch  | 86 P.                   |
| Weißes Trikot                      | Alberto Contador     | 58:49:10 h              |
| Zweiter                            | Linus Gerdemann      | + 4:28 min              |
| Dritter                            | Kanstanzin Siuzou    | + 7:54 min              |
| Teamwertung                        | Team Astana          | 176:32:04 h             |
| Zweiter                            | Discovery Channel    | + 0:54 min              |
| Dritter                            | Team CSC             | + 2:19 min              |

Die 13. Etappe der Tour de France 2007 am 21. Juli war 54 Kilometer lang und führte die teilnehmenden Radfahrer von Albi, der Hauptstadt des Départements Tarn, in einer Schleife durch die südwestliche Region Midi-Pyrénées zurück nach Albi. Es war das erste von zwei Einzelzeitfahren der Rundfahrt.
Der gesamte Zeitfahrparcours war recht wellig und selektiv. Nach einer leichten Steigung mit vielen Wellen vom Start weg bis etwa Rennkilometer 20,5 folgte eine Abfahrt ins Tal des Tarn, an die sich ein Flachstück anschloss. Dort befand sich nach 33 gefahrenen Kilometern in Rioux-dal-Bosc die Verpflegungsstelle. Im Anschluss folgte der zweite 3,4 Kilometer lange Anstieg zur Côte de la Bauzié, einer Bergwertung der vierten Kategorie. Danach ging es erneut in eine Abfahrt, diesmal zurück zum Startort nach Albi. Die Zwischenzeitmesspunkte lagen bei den Rennkilometern 18 in Villefranche-d’Albigeios, 35,6 am Beginn des Anstiegs zur Côte de la Bauzié, 38,5 auf dem Kulminationspunkt der Côte de la Bauzié und 49 am Point Média.
Als erster Fahrer ging um 10:24 Uhr Wim Vansevenant von Predictor-Lotto, zu diesem Zeitpunkt 166. und Letzter im Gesamtklassement mit 1:57:10 Stunden Rückstand auf den Führenden im Gesamtklassement, Michael Rasmussen, an den Start. Danach folgten im Abstand von zwei Minuten alle Fahrer mit Ausnahme der besten 25, die in einem Abstand von drei Minuten an den Start gingen. Während der Deutsche Andreas Klöden als Favorit auf die beste Zeit unter den Favoriten in der Gesamtwertung um 16:00 Uhr auf die Strecke rollte, folgte Rasmussen als letzter Starter des Fahrerfeldes um 16:18 Uhr.
Die ersten Richtzeiten an den vier Zwischenzeitmesspunkten und im Ziel setzte der britische Bahnspezialist Bradley Wiggins, der bereits um 11:00 Uhr auf die Strecke gegangen war. Er bewältigte den Kurs in einer Zeit von 1:08:48 Stunden und hielt die Bestzeit zunächst für fast viereinhalb Stunden. Lediglich dem Belgier Leif Hoste war es kurz vor Wiggins gelungen mit 39 Sekunden Rückstand eine ähnliche Zeit auf dem Kurs zu fahren. Selbst dem Zeitfahrweltmeister und Sieger des Prologs Fabian Cancellara gelang es, wegen eines Sturzes und des einsetzenden Dauerregens, nicht die Zeit des Briten zu unterbieten. Er enttäuschte mit einer Zeit von 1:15:19 Stunden und belegte am Ende mit 8:45 Minuten Rückstand auf den Sieger abgeschlagen den 107. Platz im Tagesklassement. Auch David Millar gelang keine Verbesserung der Zeiten, er belegte am Ende des Tages den 20. Rang mit einer Zeit von 1:10:01 Stunden. Erst Alexander Winokurow gelang es nach langer Zeit als Erster die Bestzeit von Wiggins am ersten Zwischenzeitmesspunkt um zehn Sekunden zu unterbieten. Auch an allen weiteren Messpunkten setzte Winokurow zunächst deutlich schnellere Bestwerte und fuhr eine neue Bestzeit von 1:06:34 Stunden, die 2:14 Minuten schneller war als Wiggins’ Zeit.
Währenddessen waren auch die zehn besten Fahrer des Gesamtklassements auf die Strecke gegangen. Unter diesen fuhr Andreas Klöden am ersten Messpunkt die schnellste Zeit, die jedoch 34 Sekunden langsamer als Winokurows war. Der beste Verfolger Klödens war der Australier Cadel Evans, der einen Rückstand von 23 Sekunden zu ihm hatte. Der Rückstand Rasmussens, Valverdes, Mayos und Sastres zu Klöden war inzwischen jeweils schon auf über mehr als eine Minute angewachsen. Nach einem Sturz Klödens auf der ersten Abfahrt verdoppelte sich sein Abstand zur Zeit Winokurows am zweiten Messpunkt, während Evans vier Sekunden vor Klödens Zeit lag. Am dritten Messpunkt auf der Côte de la Bauzié baute Evans den Vorsprung auf Klöden auf 18 Sekunden aus. Auch am vierten Zwischenzeitmesspunkt erhöhte Evans den Vorsprung um weitere drei Sekunden.
Den Tagessieg sicherte sich schließlich Alexander Winokurow, der mit einem Vorsprung von 1:14 Minuten auf den zweitplatzierten Cadel Evans die gesamte Konkurrenz deutlich distanzierte. Den dritten Platz belegte Andreas Klöden 1:39 Minuten zurück, der gemeinsam mit Andrei Kaschetschkin auf dem vierten Platz das hervorragende Mannschaftsergebnis der Astana-Mannschaft komplettierte. Unter den fünf besten Fahrern des Gesamtklassements fuhr Bergspezialist Rasmussen überraschenderweise die beste Zeit mit 2:55 Minuten Rückstand auf Winokurow, während Iban Mayo und Alejandro Valverde über sechs Minuten auf den Tagessieger verloren.
In der Gesamtwertung behielt Michael Rasmussen mit einer Minute Vorsprung auf Cadel Evans das Gelbe Trikot. Dahinter belegte Alberto Contador mit 2:31 den dritten Platz. Contador baute zudem seine Führung in der Nachwuchswertung auf Linus Gerdemann weiter aus. In der Punktewertung blieb Tom Boonen an der Spitze, ebenso wie Rasmussen in der Bergwertung. Das Team Astana übernahm, nachdem sich drei Fahrer unter den ersten vier des Tagesklassements platzieren konnten, erstmals seit der 5. Etappe, als man wegen des schweren Sturzes von Winokurow Zeit verlor, wieder die Führung in der Teamwertung vor Discovery Channel und dem Team CSC.
Am Ruhetag nach der 15. Etappe am 24. Juli wurde bekannt, dass Winokurow nach seinem Sieg positiv auf Fremdblutdoping getestet wurde. Daraufhin stieg das gesamte Team Astana am Ruhetag aus der Tour aus.

## Zwischenstände

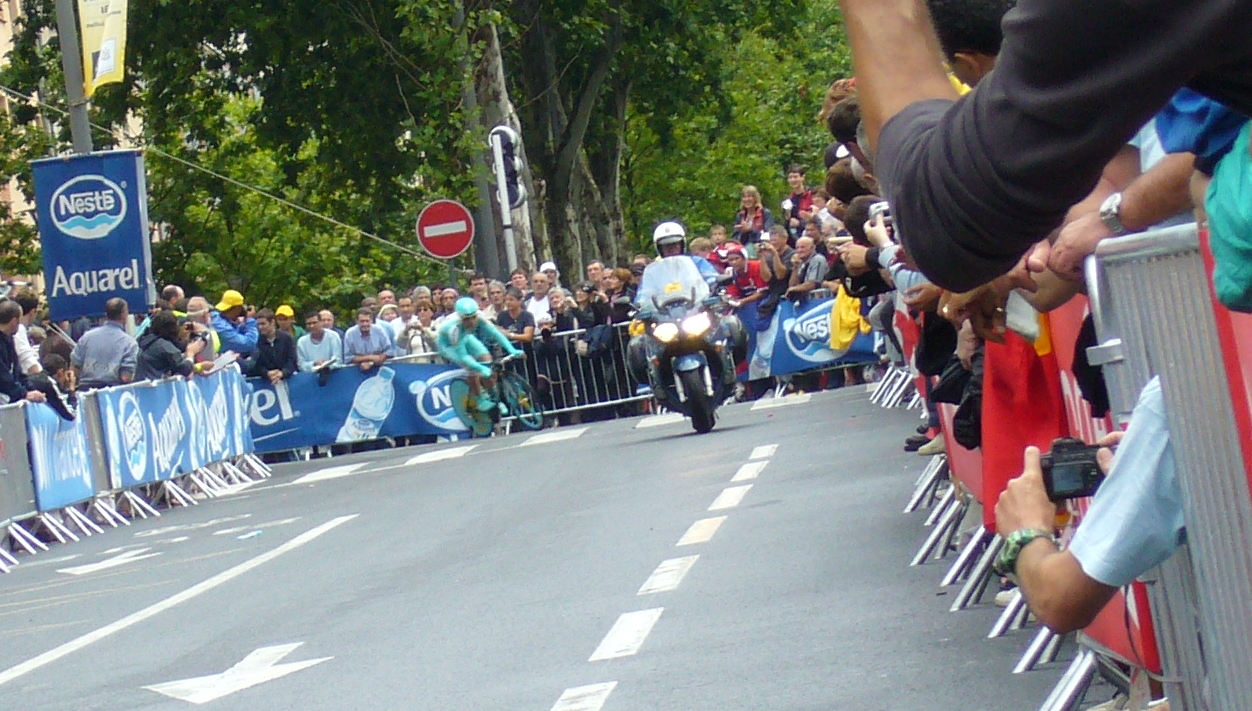
Etappensieger Alexander Winokurow wenige hundert Meter vor dem Ziel

1. Zwischenzeitmesspunkt in Villefranche-d’Albigeois (Kilometer 18) (424 m ü. NN)
| Erster   | Alexander Winokurow | 23:09 min  |
| Zweiter  | Bradley Wiggins     | + 0:10 min |
| Dritter  | Andreas Klöden      | + 0:34 min |
| Vierter  | Fabian Cancellara   | + 0:39 min |
| Fünfter  | Sylvain Chavanel    | + 0:40 min |
| Sechster | Cadel Evans         | + 0:57 min |
| Siebter  | Jaroslaw Popowytsch | + 1:05 min |
| Achter   | Wladimir Gussew     | + 1:06 min |
| Neunter  | Thomas Dekker       | + 1:10 min |
| Zehnter  | Juan José Cobo      | + 1:11 min |

2. Zwischenzeitmesspunkt am Fuß der Côte de la Bauzié (Kilometer 35,6)
| Erster   | Alexander Winokurow  | 44:00 min  |
| Zweiter  | Bradley Wiggins      | + 0:52 min |
| Dritter  | Cadel Evans          | + 1:12 min |
| Vierter  | Andreas Klöden       | + 1:16 min |
| Fünfter  | Leif Hoste           | + 1:17 min |
| Sechster | Jaroslaw Popowytsch  | + 1:29 min |
| Siebter  | Andrei Kaschetschkin | + 1:36 min |
| Achter   | Wladimir Gussew      | + 1:39 min |
| Neunter  | Sylvain Chavanel     | + 1:42 min |
| Zehnter  | Juan José Cobo       | + 1:57 min |

3. Zwischenzeitmesspunkt auf der Côte de la Bauzié (Kilometer 38,5) (373 m ü. NN)
| Erster   | Alexander Winokurow  | 50:07 min  |
| Zweiter  | Cadel Evans          | + 1:01 min |
| Dritter  | Bradley Wiggins      | + 1:19 min |
| Vierter  | Andreas Klöden       | + 1:19 min |
| Fünfter  | Andrei Kaschetschkin | + 1:36 min |
| Sechster | Leif Hoste           | + 1:42 min |
| Siebter  | Jaroslaw Popowytsch  | + 1:45 min |
| Achter   | Alberto Contador     | + 1:49 min |
| Neunter  | Sylvain Chavanel     | + 2:01 min |
| Zehnter  | Juan José Cobo       | + 2:10 min |

4. Zwischenzeitmesspunkt am Point Média (Kilometer 49)
| Erster   | Alexander Winokurow  | 1:00:38 h  |
| Zweiter  | Cadel Evans          | + 1:17 min |
| Dritter  | Andreas Klöden       | + 1:38 min |
| Vierter  | Andrei Kaschetschkin | + 1:53 min |
| Fünfter  | Bradley Wiggins      | + 1:57 min |
| Sechster | Jaroslaw Popowytsch  | + 2:08 min |
| Siebter  | Alberto Contador     | + 2:11 min |
| Achter   | Sylvain Chavanel     | + 2:27 min |
| Neunter  | Leif Hoste           | + 2:36 min |
| Zehnter  | Mikel Astarloza      | + 2:38 min |

## Bergwertungen
Côte de la Bauzié, Kategorie 4 (Kilometer 38,5) (373 m ü. NN; 3,4 km à 4,0 %)
| Erster  | Alberto Contador | 3 P. |
| Zweiter | Cadel Evans      | 2 P. |
| Dritter | Michael Boogerd  | 1 P. |